# Eskatorpsbrakteat

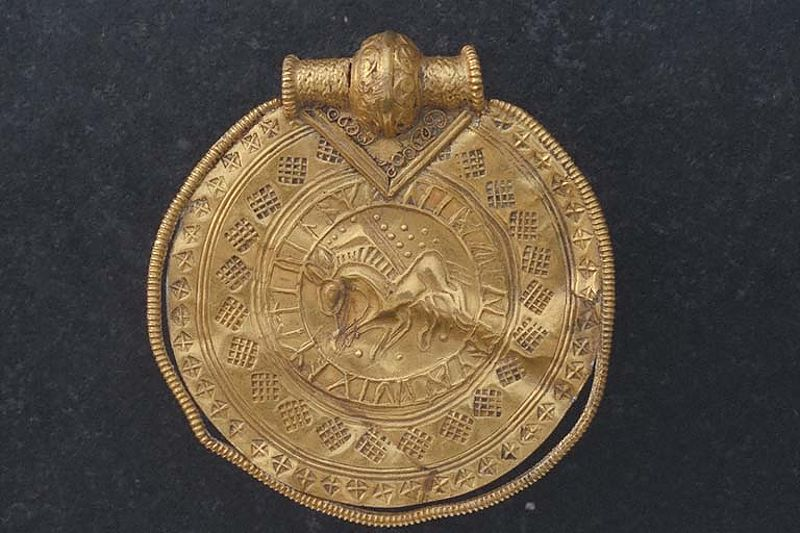
Eskatorpsbrakteat

Der Eskatorpsbrakteat (DR BR74 IK241, 1) ist ein Brakteat (von lat. bractea „dünnes Metallblech“) aus reinem Gold, aus Eskatorp, in Fjärås bei Kungsbacka in Halland in Schweden. Er wurde 1867 von Peter Andreasson in der Nähe des Kungsbackafjords gefunden. Er befindet sich im Goldraum des Statens historiska museum in Stockholm. Die Inventarnummer lautet SHM 3670. Eine Kopie befindet sich im Göteborger Stadtmuseum.
Der Brakteat, der aus zusammengepressten Goldplatten besteht, ist ein Anhänger, der in die nordische Eisenzeit (400–550 n. Chr.) datiert wird. Er wiegt 16 Gramm und hat einen Durchmesser von 40,6 mm. Es ist mit einer Reihe von Mustern in fünf Ringreihen versehen. In einem der Ringe befinden sich 21 kleine Quadrate aus jeweils 16 Punkten, die symmetrisch in einem Raster angeordnet sind. Der äußere Ring hat etwa vierzig kleine gestempelte Kreuze. Ein Randband, das mit Golddraht umwickelt ist, hat sich zu lösen begonnen. In der Mitte ist ein Tier dargestellt, das wie ein Esel aussieht. Der Esel mit den großen Ohren hebt seinen vorderen, rechten Huf in einer eleganten Geste. Um den Esel herum schweben siebzehn Punkte und ein Ring mit einer Runeninschrift umrahmt (wie beim Brakteaten DR BR 66 von Väsby in Schonen) das Motiv.
Die Inschrift lautet:
„Wigar, erilar hat Trolltingestarna (brakteatena) geschrieben.“
Erilar war in der Wikingerzeit und im Mittelalter ein Titel für den Berater des Königs. Eine andere, eher hypothetische Interpretation besagt, dass sich Erilar sich auf Herkules bezieht, einen umstrittenen Krieger und einen germanischen Stamm.

## Kontext
Bei den germanischen Brakteaten des 5. und 6. Jahrhunderts handelt es sich um kreisrunde, einseitig per Matrizen geprägte Schmuckscheiben aus Edelmetall. Ihren Ursprung haben sie in der Imitation spätantiker römischer Kaisermedaillons. Von den bisher über 900 bisher gefundenen Brakteaten stammen etwa je 300 aus Dänemark und Schweden, 190 aus Norwegen, 30 aus England und 20 vom Kontinent südlich von Dänemark. Die größten Konzentrationen finden sich auf Gotland und in Westnorwegen. Etwa ein Drittel der Brakteaten tragen Runen, die sich als Texte nur zum Teil deuten lassen.